# 張大煥

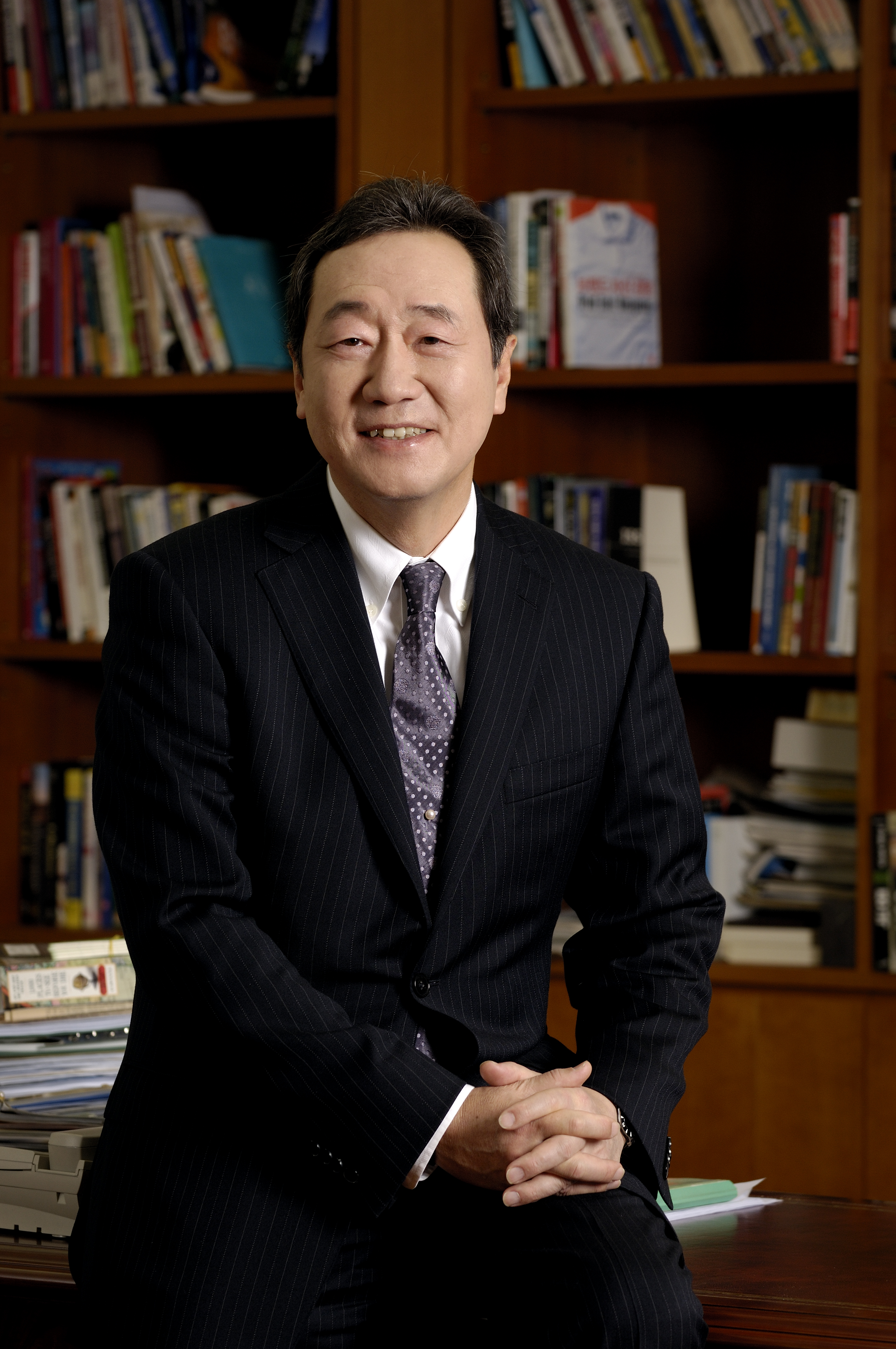

張 大煥（チャン・デファン、1952年3月21日 - ）は、大韓民国の実業家、政治家。毎日経済新聞のオーナー。本貫は興徳張氏。

## 生涯
1952年、韓国慶尚北道の大邱市（現在の大邱広域市）で生まれた。父は第9代韓国空軍参謀総長の張志良。義父は毎日経済新聞の創業主、鄭進基。1974年にロチェスター大学で政治学士号を、1987年にニューヨーク大学で国際経営学博士号を取得した。その後はビジネスのために、ソウルと海外で行き来していた。 
1988年に義父の家業を引き継ぎ、毎日経済新聞の社長兼発行人となった。2002年8月、国会の承認を受けることができなかった元梨花女子大学校総長の張裳に続き、金大中政権の首相候補に指名されたが、人事聴聞会で野党のハンナラ党によって財産申告漏れ疑惑や不動産投機疑惑、脱税疑惑などが指摘され、張裳と同じく国会の任命同意を得られず首相の座を去った。大統領の息子3人の各種疑惑と相まって、2人の首相任命案の連続否決が金大中政権末期のレームダックの象徴として浮上した。
張はその後、毎日経済新聞の経営に専念している。